# Tayren Bouwmeester
Tayren Bouwmeester (13 juli 2000) is een Nederlands voetballer die als aanvaller voor FC Dordrecht speelt.

## Carrière
Tayren Bouwmeester speelde in de jeugd van FC Dordrecht waar hij ook zijn debuut in het profvoetbal maakte op 1 februari 2019, in de met 3-3 gelijkgespeelde thuiswedstrijd tegen Jong Ajax. Hij kwam in de 87e minuut in het veld voor Joël Zwarts.

## Clubstatistieken
| Seizoen                       | Club           |                    | Competitie     | Competitie | Competitie | Beker | Beker | Overig | Overig | Totaal | Totaal |
| Seizoen                       | Club           | Wed.               | Competitie     | Dlp.       | Wed.       | Dlp.  | Wed.  | Dlp.   | Wed.   | Dlp.   |        |
| ----------------------------- | -------------- | ------------------ | -------------- | ---------- | ---------- | ----- | ----- | ------ | ------ | ------ | ------ |
| 2018/19                       | FC Dordrecht   | Vlag van Nederland | Eerste divisie | 1          | 0          | 0     | 0     | –      | –      | 1      | 0      |
| Carrièretotaal                | Carrièretotaal | Carrièretotaal     | Carrièretotaal | 1          | 0          | 0     | 0     | 0      | 0      | 1      | 0      |
| Bijgewerkt op 2 februari 2019 |                |                    |                |            |            |       |       |        |        |        |        |